# 페루초 노보
페루초 노보(이탈리아어: Ferruccio Novo; 1897년 3월 22일, 피에몬테 주 토리노 ~ 1974년 4월 8일, 리구리아 주 라이구엘리아)는 이탈리아의 전 축구 선수, 감독이자 회장으로, 현역 선수시절 수비수로 활약했다. 그는 위대한 토리노(La Grande Torino) 시절의 회장이었다.

## 선수 경력
노보는 현역 시절 전부를 이탈리아의 토리노에서 보냈다.

## 은퇴 후 행보
노보는 1939년에 토리노 회장으로 취임했다. 그는 독감으로 수페르가의 비극을 피할 수 있었다. 같은 시기, 그는 이탈리아 국가대표팀의 기술위원회원이기도 해서 1950년 월드컵 당시 국가대표팀 선수단을 지휘했다. 2014년, 그는 사후 명예로 이탈리아 축구 명예의 전당에 헌액되었다.